# Min morbror trollkarlen
Min morbror trollkarlen (originaltitel: The Magician's Nephew), är den första delen i C.S. Lewis bokserie om landet Narnia. Boken skrevs 1955 och publicerades näst sist av sammanlagt sju böcker.

## Handling
Digory och Polly, två engelska barn i början av 1900-talet undersöker radhuset som de bor i, och råkar av misstag komma in i Digorys morbrors arbetsrum. Där hittar de gröna och gula ringar, som Digorys morbror tror kan ta en till en annan värld och tillbaka igen. Polly råkar ta på en och försvinner. Digory följer efter, och de hamnar i en stor skog med dammar. De upptäcker att tar man på sig en grön ring och hoppar ner i någon av dammarna, kommer man till en ny värld. På deras första resa i en annan värld råkar de väcka en forntida drottning i en döende värld, och de råkar få henne med sig till skogen och senare till sin egen värld igen. Där skapar hon stort upplopp, och när de försöker ta med henne till skogen för att få henne tillbaka till sin egen värld får de även med sig Digorys morbror, en kusk och hans häst. De kommer till råga på allt ner i fel värld, en alldeles tom värld. Sedan ser de lejonet Aslan som kommer och formar hela världen och skapar talande djur. Aslan skickar sedan ut Digory, Polly och hästen, som nu fått vingar, att fånga Drottningen de fick med sig. De misslyckas, men Digory får med sig ett botande äpple hem som han ger till sin sjuka mamma. Äppelskrutten planterar han och det blir ett äppelträd. Äppleträdet i Narnia skyddar Narnia från drottningen. Sedan när äppelträdet i Digorys värld dör gör han ett klädskåp av det.

## Filmatiseringar
- 2026 – Narnia: The Magician's Nephew[1]